# Wer sucht die Pracht, wer wünscht den Glanz, BWV 221
Wer sucht die Pracht, wer wünscht den Glanz, BWV 221 (en español, Quién busca el esplendor, quién desea el resplandor) es una cantata de un compositor desconocido, anteriormente atribuida a Johann Sebastian Bach. El evento para el que fue escrita también se desconoce.

## Partitura y estructura
La cantata tiene partitura para tenor y bajo solistas, fagot, tres violines, viola, violonchelo y órgano.
Consta de nueve movimientos:
1. Sinfonia
2. Recitativo (tenor): Wer sucht die Pracht, wer wünscht den Glanz
3. Aria dueto (tenor y bajo): Seele suchst du dein Vergnügen
4. Recitativo (bajo): Umsonst ist hier die Kunst, nur Schatten
5. Aria (tenor): Felsenfest muß der Grund von Herzen Stehen
6. Recitativo (bajo): So ist denn das dein einziges Bemühen
7. Aria (bajo): Entfernet euch, Vergänglichkeiten
8. Recitativo (tenor): O schöner Schluß, o wohl
9. Aria dueto (tenor y bajo): Der Himmel selbst zerfällt, sein Glanz

## Grabaciones
- Alsfelder Vokalensemble / Steintor Barock Bremen, Wolfgang Helbich. The Apocryphal Bach Cantatas. CPO, 1991.